# Теле-заміщення
Теле-заміщення (англ. tele substitution) — хімічна реакція заміщення, при якій вхідна група займає положення віддалене не менше ніж на один атом від того атома, до якого була приєднана відхідна група.